# Saw V
Saw V és la cinquena seqüela de la pel·lícula de terror Saw. Va ser escrita per Marcus Dunstan i Patrick Melton i la seva producció va començar després del nadal del 2007. La filmació va començar el 17 de març a Toronto i va concloure el 2 de maig. Es va estrenar el 24 d'octubre de 2008 als Estats Units. A diferència de les anteriors tres pel·lícules, Saw V no ha estat dirigida per Darren Lynn Bousman, sinó per David Hackl, qui va ser el dissenyador de producció de Saw II, Saw III i Saw IV.

## Argument
Un home anomenat Seth Baxter es desperta en una habitació fosca, posat en una taula encadenat. En aquest instant s'encén la televisió i Billy el ninot apareix dient-li que haurà de ficar les mans en un dispositiu que li destruirà completament els ossos de les mans o en cas contrari el pèndol que, en començar el cronòmetre s'activa partirà el seu cos en dos. Això és degut al fet que fa temps havia comès un assassinat, de manera que havia de destruir les mans per no causar més mal. El cronòmetre comença a caminar i Seth, desesperat, decideix destrossar les mans però pel que sembla hi va haver un error i el pèndol es va deixar anar partint diverses vegades l'estómac fins que una vegada que s'atura en els seus últims segons de vida s'adona que algú ho estava veient per un forat a la porta.
Mentrestant després del final de Saw IV, una vegada que Peter Strahm és tancat pel Detectiu Forense Mark Hoffman troba una porta secreta en la qual hi ha una cinta on la veu de Jigsaw li recomana que no segueixi més endavant, ja que aquesta habitació podria ser la seva tomba o la seva salvació. Però Strahm no li fa cas a l'advertència i s'endinsa a l'habitació fins que algú amb màscara de porc l'atrapa.
Strahm desperta amb el seu cap ficat dins d'una caixa de vidre. Al cap d'uns segons comença a caure aigua fins a inundar la caixa deixant Strahm sense aire però aconsegueix salvar, ja que usa la punta de la seva ploma per clavar al coll (Traqueostomia) i així poder respirar fins que vinguin a rescatar-lo.
Quan arriba la policia, Hoffman surt amb Corbett, la filla de Jeff i Lynn (Saw III), rescatant-lo per fer-se passar per un heroi, i després afirmar que ningú va sobreviure. Just després treuen a Strahm en una llitera i després és portat a l'hospital (hoffman mentir).
Després d'assabentar de la mort de l'agent Pérez, Peter comença a sospitar de Hoffman i així reinicia la recerca però l'agent Erickson li prohibeix seguir amb el cas, ja que havia arriscat la seva vida i ja no quedava còmplice algun. Tot i això Strahm no va fer cas i va seguir investigant a Hoffman i veient els seus expedients per arribar a tots els llocs on es van fer els primers jocs. D'aquesta manera, descobrint que Hoffman va ser còmplice de Jigsaw des del principi, i que tots havien de morir a la fàbrica, i així, Hoffman seria l'heroi. Strahm surt de l'apartament de policia a la recerca de Hoffman.
Mentrestant Hoffman va armar un nou joc en una claveguera subterrània en què Brit, Luba, Mallick, Charles i Ashley són posats a prova. Ells estan agafats del coll per una mena de collaret que tira amb un fil contra la paret. Billy apareix a la Televisió i els diu que hauran de treballar en equip per sobreviure i també que hauran de tirar del seu fil fins a arribar a la caixa i agafar cadascú la seva clau per escapar. Tots tenen èxit menys Ashley que se li acaba el temps i acaba decapitada, sola en aquesta fosca habitació.
En la segona prova han de trencar uns pots de vidres que hi ha al sostre. Dins d'aquests flascons hi ha les claus per poder amagar cadascú en el seu celler de refugi però només hi ha 3 claus. Charles es queda sense clau i acaba mort en l'explosió.
En la tercera prova hi ha una banyera i Billy els diu que per obrir la porta han d'arribar els cables fins a ella. Brit mata Luba per ficar-la dins de la banyera i així ficar-li els cables i una vegada que es connecten tots s'obre la porta i van a la prova final just abans que tot exploti i quedi destruïda per complet.
En la prova final hi ha 5 forats en els quals hi ha un triturador i Billy els diu que han de triturar les mans fins que el pot s'ompli amb 5 litres de sang perquè s'obrin les portes i poder escapar d'allí. Aquí és quan Brit s'adona que tots havien de sobreviure. A la primera trampa totes les claus eren iguals, així que amb un que hagi assolit la clau hagués pogut passar-als altres i deixar-se anar del collaret en menys temps, en l'explosió dels claus dels refugis servien per a dues persones i en la tina tots havien de donar-se una petita descàrrega elèctrica. Mallick i Brit desesperats fiquen les mans triturats per escapar encara que sigui molt poc possible sobreviure.
Mentrestant Peter segueix a Hoffman fins al soterrani d'una casa (La mateixa casa de Saw II però remodelada) en la qual troba una caixa de vidre (de la mida d'una persona) i una cinta que li diu que es posi a la caixa, però Strahm sense acabar de sentir la cinta no fa cas i investiga una mica més per l'habitació.
En aquest moment Erickson troba l'amagatall de Hoffman i la porta oberta. Brit surt d'allà sagnant i es desmaia llavors Erickson crida els paramèdics i Peter però el mòbil d'aquest últim sona en aquest lloc i així Erickson va pensar que Strahm era l'altre aprenent de Jigsaw.
Hoffman va arribar al seu amagatall i escolta un soroll pel que va a l'habitació on es troba Peter i en arribar troba la caixa de vidre oberta, llavors apareix Peter (que estava amagat darrere la porta) i comença a lluitar amb Hoffman.
Després d'una breu lluita Peter aconsegueix tancar Hoffman a la caixa de vidre, llavors darrere d'ell es tanca la porta deixant-lo tancat. En aquest moment acaba d'escoltar la cinta que li pregunta que si ha après alguna cosa i que si ha après a confiar i que si decideix no entrar a la caixa ningú tornarà a sentir d'ell, que el seu cos mai serà trobat i que tots creuran que ell era el successor de Jigsaw. En aquest moment les parets comencen a moure's cap al centre com una compactadora d'escombraries mentre que la caixa on estava Hoffman s'oculta en un forat que hi ha a terra. Peter busca desesperadament una sortida i en no trobar intenta empènyer les parets però l'intent va ser inútil, llavors Strahm comença a disparar a la caixa per intentar obrir-la i cridant-li: "Vaig a detenirte fill de gossa!, Sé qui ets ho sé!" i al no aconseguir obrir la caixa torna a empènyer les parets encara que res funciona. En aquest moment les parets arriben a l'alçada dels focus trencant i arriben a estar cada vegada més i més a prop de Strahm fins que decideix grimpar i tractar de treure la reixa que hi havia al sostre balancejant i així poder escapar, però ja és massa tard, les parets ja estaven massa a prop i al no poder moure's, la seva mà queda atrapada entre les 2 parets acabant aixafant i fent que se li surti l'os. Strahm crida de dolor mentre que les parets comencen a pressionar més i més fins que la pel·lícula acaba amb Hoffman somrient mirant des de la caixa tacada de sang i al mateix temps es pot veure com l'espatlla de Strahm és aixafat lentament fins que les parets es tanquen.

## Personatges
| Actor           | Personatge           |
| --------------- | -------------------- |
| Tobin Bell      | John Kramer / Jigsaw |
| Julie Benz      | Brit                 |
| Costas Mandylor | Mark Hoffman         |
| Scott Patterson | Peter Strahm         |
| Betsy Russell   | Jill Tuck            |
| Mark Rolston    | Erickson             |
| Carlo Rota      | Charlesles           |
| Greg Bryk       | Mallick              |
| Laura Gordon    | Ashley               |
| Joris Jarsky    | Seth Baxter          |
| Mike Butters    | Paul Stallberg       |
| Samantha Lemole | Pamela Jenkins       |
| Sheila Shah     | Agent Cowan          |
| Meagan Good     | Luba                 |
| Mike Realba     | Detectiu Fisk        |
| Lyriq Bent      | Sargent Rigg         |
| Athena Karkanis | Agente Lindsey Pérez |
| Justin Louis    | Art Blank            |
| Donnie Wahlberg | Eric Matthews        |
| Danny Glover    | Detectiu David Tapp  |
| Shawnee Smith   | Amanda Young         |
| Bahar Soomekh   | Lynn Denlon          |
| Niamh Wilson    | Corbett Reinhart     |
| Angus Macfadyen | Jeff Reinhart        |
| Tony Nappo      | Gus                  |
| Sarah Power     | Angelina Hoffman     |
| Tim Burd        | Obi                  |

## Saga
- Saw (curtmetratge 2003)
- Saw
- Saw II
- Saw III
- Saw IV
- Saw VI
- Saw VII

## Banda sonora
Saw V: Original Motion Picture Soundtrack és la banda sonora de la pel·lícula del mateix nom Saw V.
1. Charlie Clouser - "Trap Attack"
2. Testament - "True Believer"
3. Ministry - "Death and Destruction (A Vote of Non-Confidence Mix)"
4. Filter - "What's Next (The Blood and Sand Mix)"
5. The Almighty - "Thanks Again, Again"
6. Prong - "The Banishment"
7. Die Krupps - "The Dawning of Doom"
8. Clutch - "Power Player"
9. Skinny Puppy - "ugLi"
10. William Control - "Strangers"
11. Emilie Autumn - "Unlaced"
12. Fixmer/McCarthy - "Blood and Music"
13. Revolting Cocks - "Wizard of Sextown"
14. Funker Vogt - "Date of Expiration"
15. Charlie Clouser - "What It Takes"